# Norio Taniguchi
Norio Taniguchi (谷口 紀男?, Taniguchi Norio; 27 maggio 1912 – 15 novembre 1999) è stato un ingegnere e ricercatore nel campo della fisica dei materiali giapponese, professore alla Tokyo University of Science.

## Attività di ricerca
Ha coniato il termine "nanotecnologia" nel 1974 per descrivere quel campo nel quale si possono manipolare materiali ad un livello estremamente fine e minuto. La nanotecnologia consiste quindi nel processo della separazione, del consolidamento e nella deformazione dei materiali da un atomo o da una molecola.
Taniguchi ha iniziato la sua ricerca sui meccanismi abrasivi di lavorazione ad alta precisione di materiali duri e fragili. 
Ha studiato gli sviluppi delle tecniche di lavorazione dal 1940 fino agli inizi degli anni '70 e prevedeva correttamente che alla fine degli anni '80 le tecniche si sarebbero evolute fino ad un livello tale che sarebbe possibile ottenere un'accuratezza dimensionale di oltre 100 nm.

## Riconoscimenti
Questo ingegnere giapponese è stato quindi di gran aiuto allo sviluppo iniziale delle nanotecnologie, infatti è stato riconosciuto dalla Società Europea per l'Ingegneria di Precisione e la Nanotecnologia con il suo primo premio per il Lifetime Achievement a Brema, nel 1999.